# Veilleins
Veilleins – miejscowość i gmina we Francji, w Regionie Centralnym, w departamencie Loir-et-Cher.
Według danych na rok 1990 gminę zamieszkiwało 190 osób, a gęstość zaludnienia wynosiła 4 osoby/km² (wśród 1842 gmin Regionu Centralnego Veilleins plasuje się na 949. miejscu pod względem liczby ludności, natomiast pod względem powierzchni na miejscu 107.).